# Forstjärnarna (Fjärås socken, Halland, 638387-129108)
Forstjärnarna är en sjö i Kungsbacka kommun i Halland och ingår i Rolfsåns huvudavrinningsområde. Sjön är 5,7 meter djup, har en yta på 0,02 kvadratkilometer och är belägen 100 meter över havet.